# Кхеїн
«Кхеїн» або «Ціїн» (кант. трад.  耆英 號 , спр.  耆英 号   , ютпхін:  Kei4jing1-hou6 , кант.-укр.:  Кхеїн-хоу , піньїнь:  Qíyīng-hào , палл.:  Ціїн-хао; англ. Keying) — китайська трищоглова джонка, яка в 1846-1848 роках здійснила подорож з Гонконгу в Нью-Йорк, Бостон і Лондон.
Незважаючи на заборону продавати китайські кораблі іноземцям, нелегально продана англійським бізнесменам влітку 1846 року. 6 грудня 1846 року відпливла з Гонконгу. Екіпаж складався з 30 китайців і 12 англійців. Капітаном був англієць Чарльз Келлетт. 31 березня 1847 року «Кхеїн» обігнула мис Доброї Надії, 17 квітня припливла до острова Святої Єлени, після чого взяла курс на північ.

## Нью-Йорк і Бостон

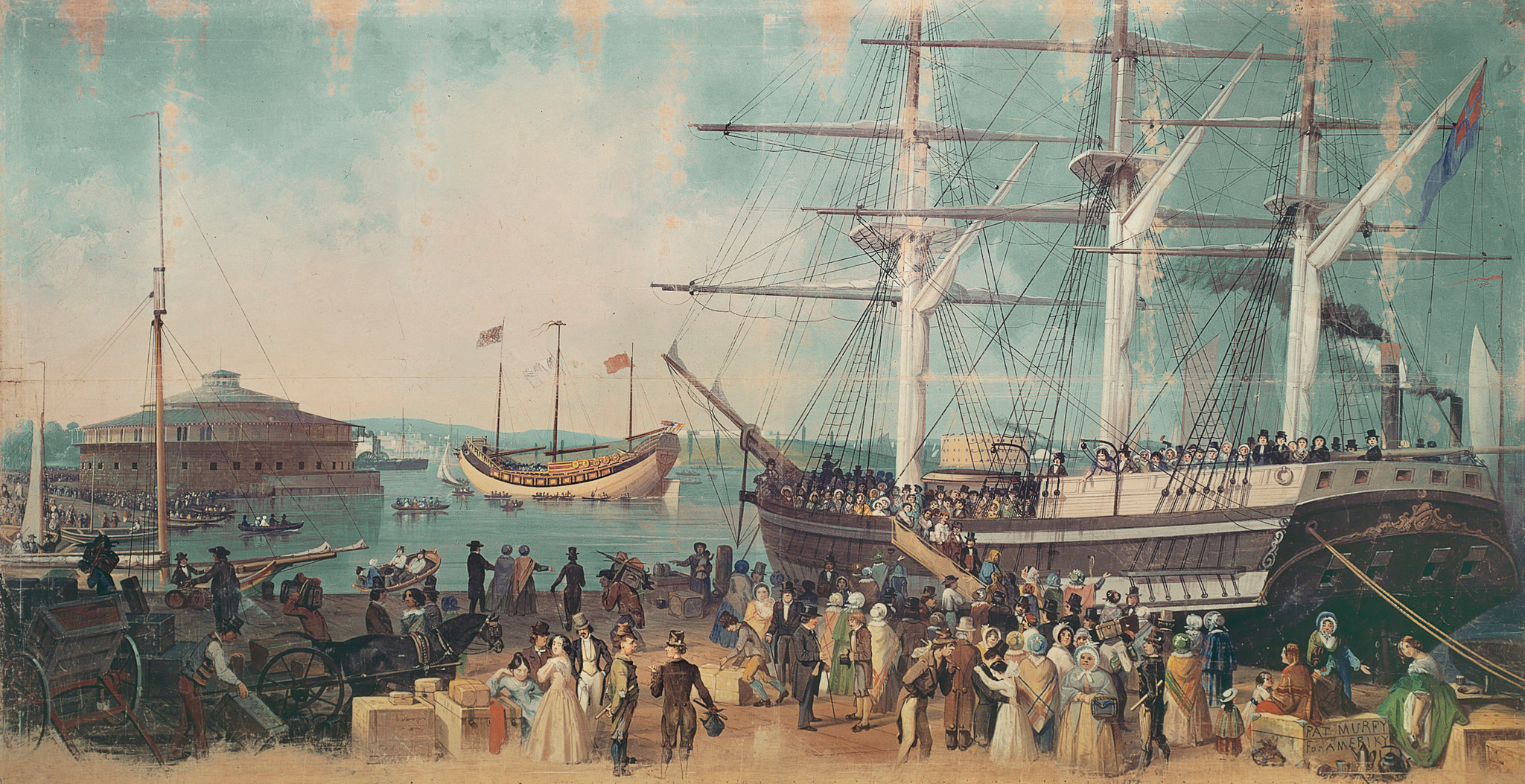
«Кхеїн» на якорі в бухті Нью-Йорку

За початковим планом джонка повинна була плисти навпростець до Лондона, але через шторм їй довелося значно відхилитися від курсу. Брак води і провіанту і настрій екіпажу змусили капітана Келлетта плисти в Нью-Йорк. У липні 1847 року «Кхеїн» встала на якір біля південного кінця острова Манхеттен, навпроти сучасного Беттері-Парку. Там вона простояла кілька місяців, і кожен день на її борт піднімалося — само собою зрозуміло, за плату — до 7000 туристів.
Тим часом на борту стався конфлікт між китайською і британської частиною екіпажу. У вересні сім китайських матросів були заарештовані за напад на Едварда Реветта, помічника капітана. Під час суду китайці оголосили, що капітан Келлетт найняв їх на плавання в Батавію на термін не більше восьми місяців. Замість цього, джонка вирушила в Європу і Північну Америку; коли матроси намагалися заперечити, їх били батогами і пригрозили застрелити. Матроси пояснили, що напали на помічника капітана, бо той не виплатив їм обіцяну платню — 8 доларів на місяць. Суд визнав матросів невинними і наказав власникам судна оплатити кільком китайцям дорогу на батьківщину.
У листопаді 1847 року джонка прибула в Бостон і встала в гирлі річки Чарльз. Як і в Нью-Йорку, вона брала натовпи відвідувачів; в День подяки її відвідали 4000-5000 чоловік. Нарешті 17 лютого 1848 року джонка відпливла до Англії.

## Лондон
28 лютого джонка потрапила в бурю, в результаті чого були втрачені шлюпки, пошкоджене кермо і головне вітрило. Проте, «Кхеїн» перетнула Атлантику за 21 день і 15 березня допливла до острова Джерсі, що — згідно з Illustrated London News — вигідно виглядало навіть на тлі швидкості американських пакетботів.
У Лондоні «Кхеїн» встала на якір в Темзі в Блекуоллі, і знову стала популярною туристичною визначною пам'яткою. У травні джонку відвідала королева Вікторія.
Втім, китайське судно довелося на смак не всім жителям Лондона. Чарлз Діккенс назвав Кхеїн «безглуздою потворністю» і «плавучою іграшковою лавкою», і написав, що Китай — відстала країна, де
| краще, на що здатне мистецтво мореплавання — це намалювати двоє величезних очей на носі корабля, щоб він бачив, куди пливе… і розвішувати шматки червоного ганчір'я під час шторму, щоб заспокоїти гнів океану. Оригінальний текст (англ.) the best that seamanship can do for a ship is to paint two immense eyes on her bows, in order that she may see her way ... and to hang out bits of red rag in stormy weather to mollify the wrath of the ocean. |

У 1853 році «Кхеїн» відбуксирували в гирло річки Мерсі, де незабаром вона згнила і прийшла в непридатність.

## Опис корабля
Згідно з газетами, «Кхеїн» була 45 метрів (160 футів) завдовжки, 10,7 метрів (35 футів) шириною, і мала повну водотоннажність 800 т. Ніс піднімався на 9 метрів над водою, корма — на 13,5 м. Корпус був побудований з тику. Борти були яскраво розфарбовані. На носі була намальована пара очей, на кормі — величезний півень. Джонка мала три щогли із залізного дерева. Гротщогла була 27 метрів заввишки і 3 метри в обхваті на рівні палуби. Кожна щогла несла тільки одне прямокутне вітрило. Вітрила були з циновок, посилених поперечними бамбуковими ребрами; завдяки такій конструкції, головний парус важив 9 т, і для того, щоб його підняти, потрібно дві години. Кермо було ґратчасте, із залізного дерева і заліза, і важило 7 тонн. Кріпилося до корпусу на двох канатах і могло виконувати роль кіля.